# Phagostrophus pertinens
Phagostrophus pertinens är en mångfotingart som beskrevs av Chamberlin 1920. Phagostrophus pertinens ingår i släktet Phagostrophus och familjen Trigoniulidae. Inga underarter finns listade i Catalogue of Life.